# Слобідка (Козлівська селищна громада)
Слобі́дка — село в Україні, у Козлівській селищній громаді Тернопільського району Тернопільської області. До 2015 адміністративний центр колишньої Слобідківської сільської ради. Від вересня 2015 року ввійшло у склад Козлівської селищної громади. Розташоване по обидва береги річки Восушка.
Населення — 597 осіб (2007).

## Історія
Відоме від поч. 18 ст.
15 червня 1934 р. село передане з Бережанського повіту до Тернопільського
В дорадянський період діяли «Просвіта» та інші товариства, кооператива.
Під час німецько-радянської війни спалене.
12 червня 2020 року, відповідно до розпорядження Кабінету Міністрів України № 724-р «Про визначення адміністративних центрів та затвердження територій територіальних громад Тернопільської області» увійшло до складу Козлівської селищної громади.
19 липня 2020 року, в результаті адміністративно-територіальної реформи та ліквідації Козівського району, село увійшло до складу Тернопільського району.

## Пам'ятки
Є церква святих верховних апостолів Петра і Павла (1991, мурована), капличка.
Насипано символічну могилу Борцям за волю України.

## Соціальна сфера
Працюють клуб, бібліотека, ФАП, торговельний заклад, будинок культури, селянська спілка, ТОВ «Слава».
У 2020 році у селі Слобідка відкрили дошкільний навчальний заклад у рамках проєкту "Велике будівництво" від Тернопільської обласної державної адміністрації. 

## Населення

### Мова
Розподіл населення за рідною мовою за даними перепису 2001 року:
| Мова       | Кількість | Відсоток |
| ---------- | --------- | -------- |
| українська | 660       | 100%     |

Місцева говірка належить до наддністрянського говору південно-західного наріччя української мови.

## Відомі люди

### Народилися
- Андрухів Петро Степанович — український військовик, учасник російсько-української війни, боєць (доброволець) АТО
- Водвуд Богдан Ігорович — український військовик, учасник російсько-української війни.[6]
- Дубовий Володимир Богданович — український військовик, учасник російсько-української війни, боєць 80-ї аеромобільної бригади,
- Мілян Павло Ярославович — український військовик, учасник російсько-української війни, боєць АТО.

Перебувала письменниця, педагог, громадський діячка І. Блажкевич.

## Галерея

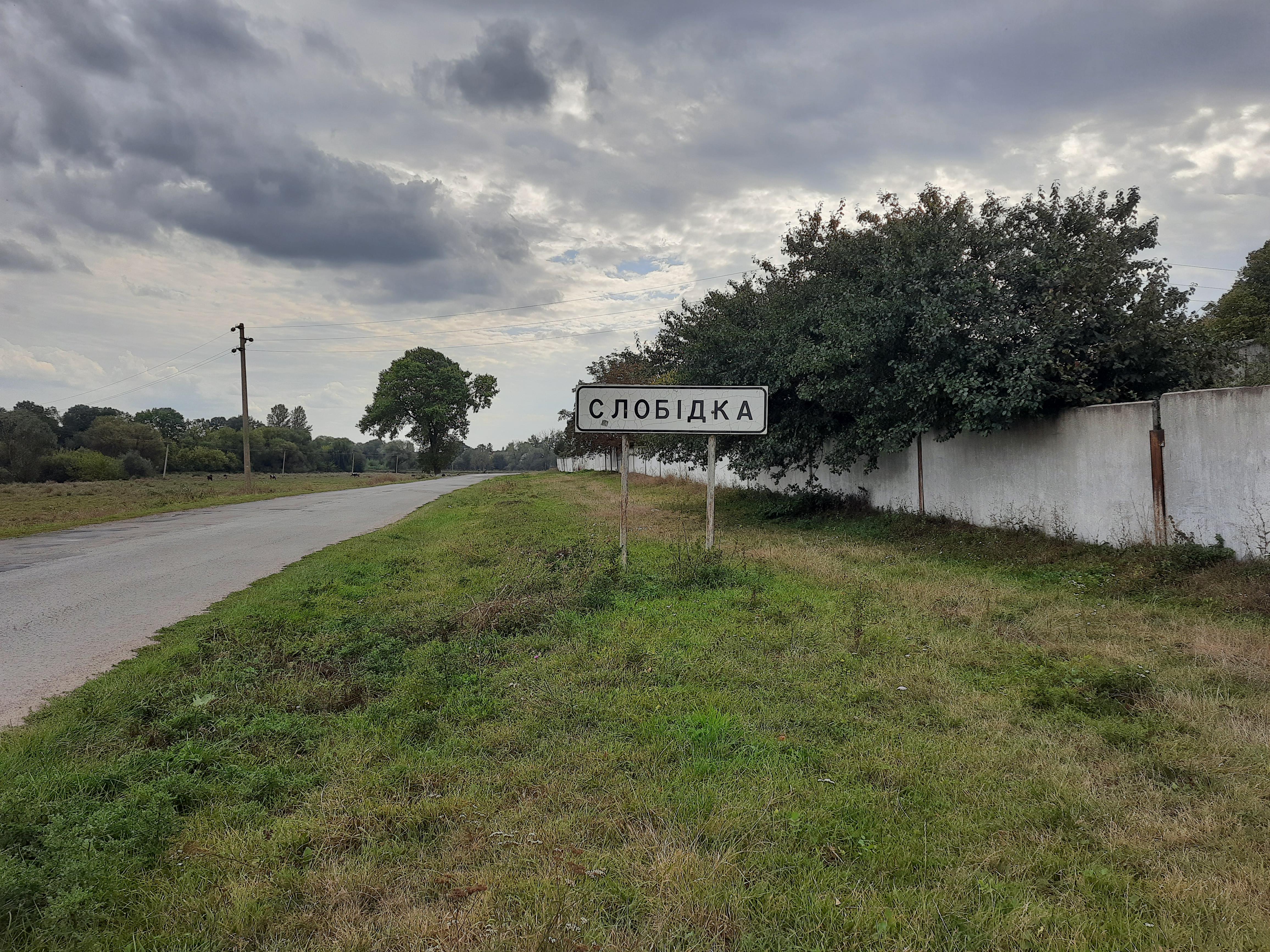
В'їзд у село
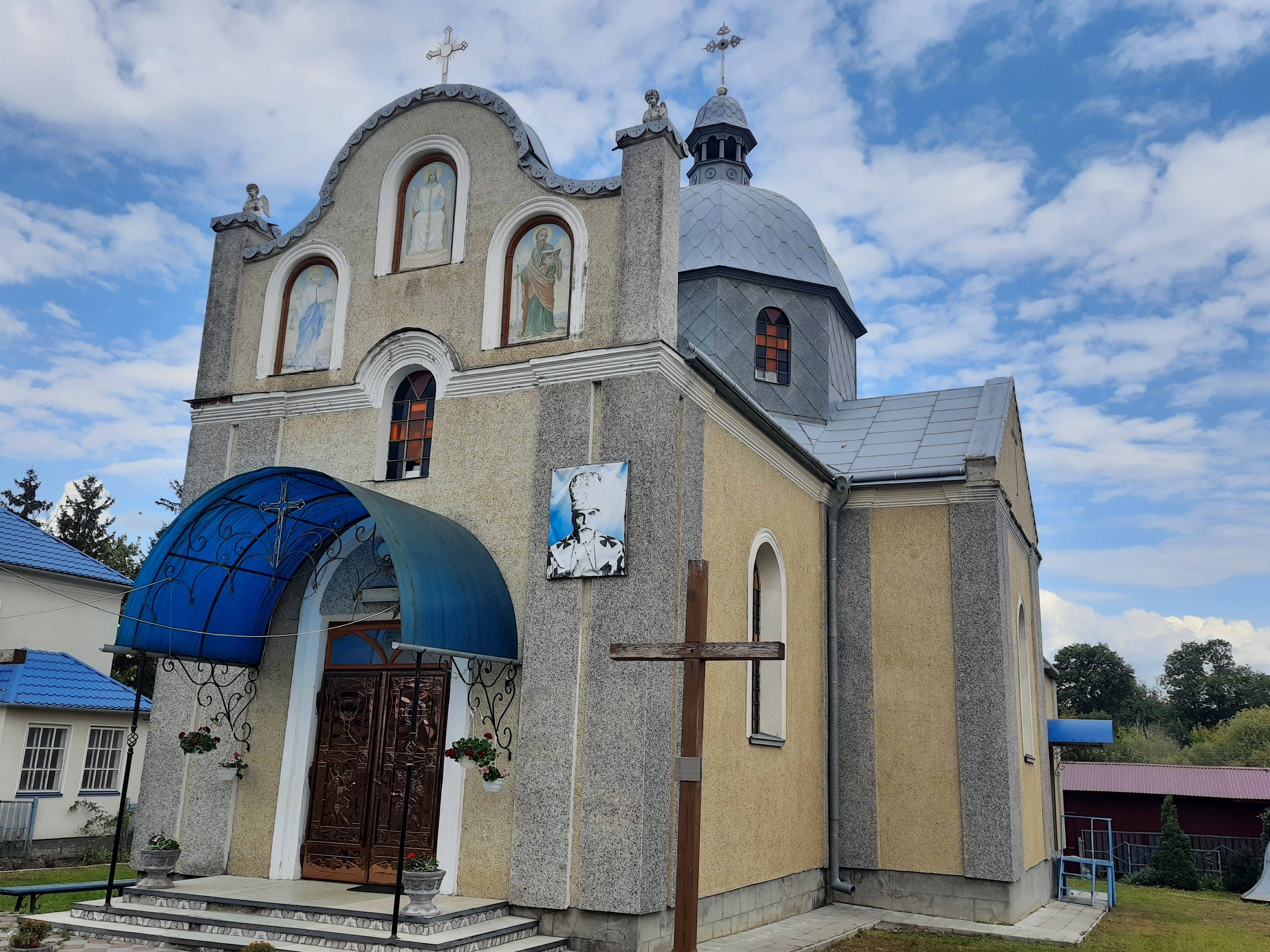
Церква Святих Верховних Апостолів Петра і Павла
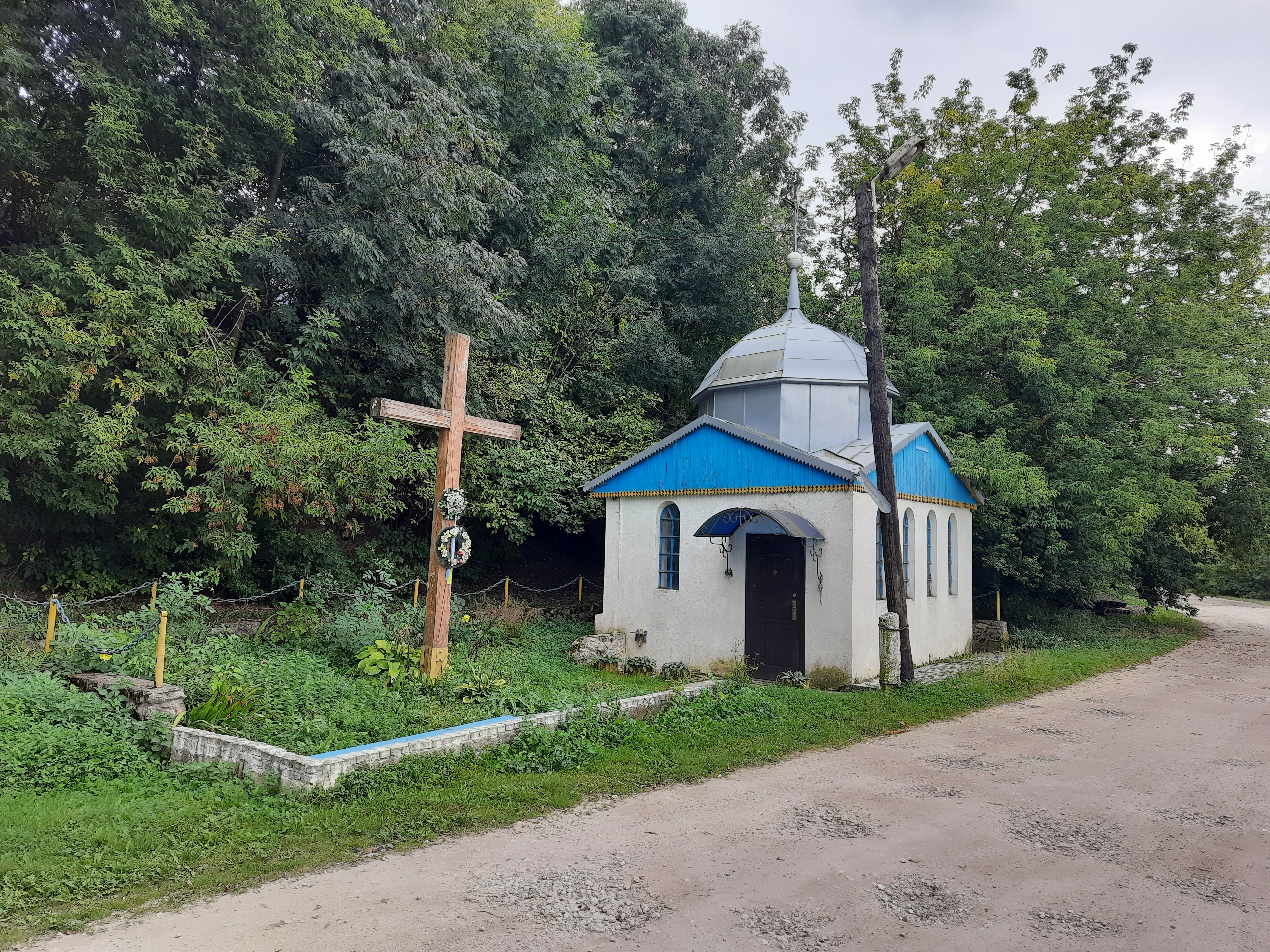
Капличка.
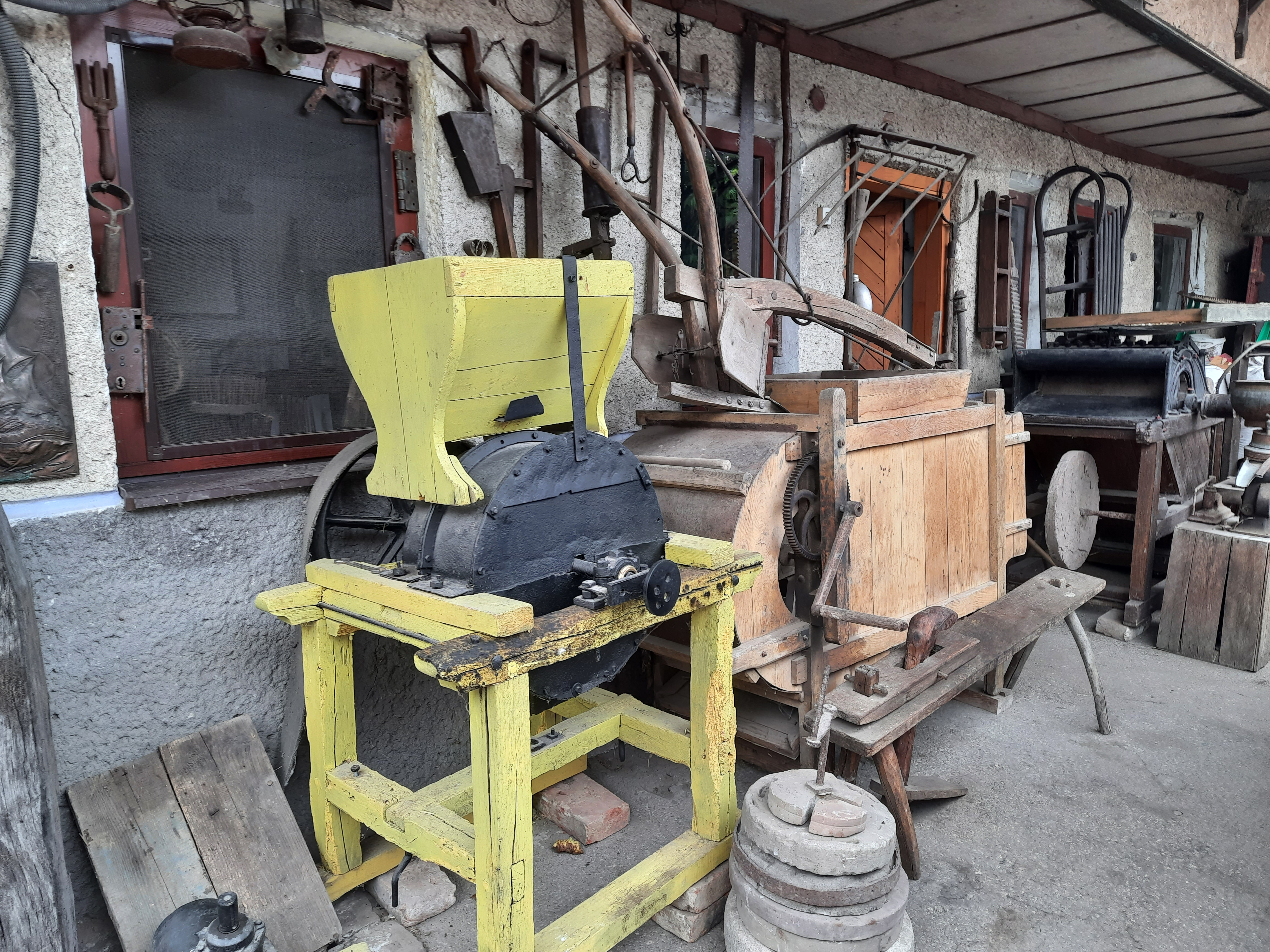
Музей старовинних речей "Світлиця майстра"
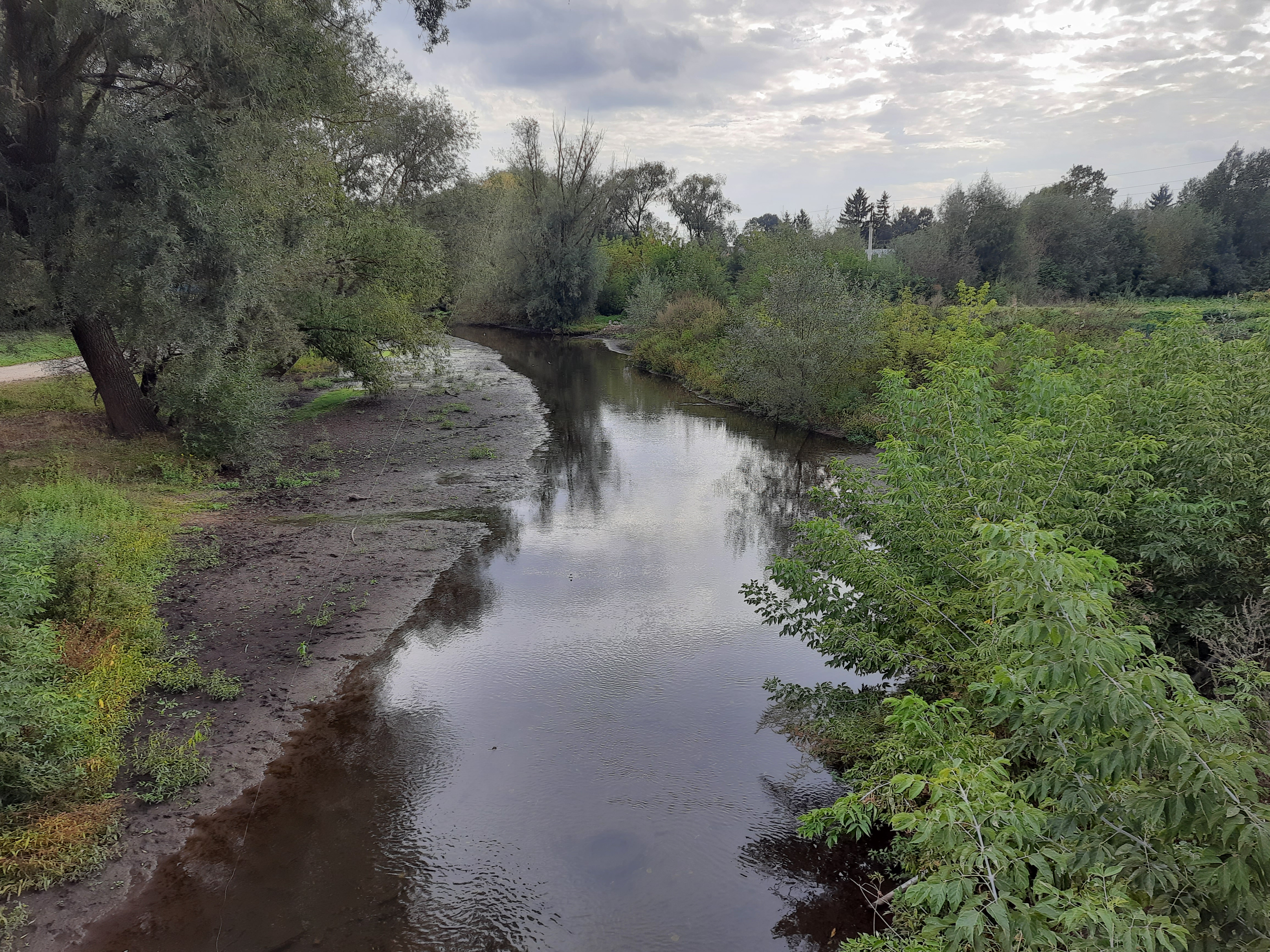
Річка Восушка біля села